# Івановка (селище, Бугурусланський район)
Іва́новка (рос. Ивановка) — селище у складі Бугурусланського району Оренбурзької області, Росія.

## Населення
Населення — 25 осіб (2010; 58 у 2002).
Національний склад (станом на 2002 рік):
- мордва — 62 %
- татари — 33 %